# Альтман, Александр (художник)
Александр Альтман (1885, Соболевка, Киевская губерния — 1950, Немур, Франция) — русский и французский художник-пейзажист.

## Биография
Родился в еврейской семье в деревне Соболевка (ныне — в Житомирском районе Житомирской области). Учился в хедере, будучи подростком уехал работать в Одессу. По совету художника начинает заниматься живописью, уезжает в Австрию (1905) , а затем во Францию. Делает зарисовки известных картин в Лувре. Некоторое время жил в La Ruche.
В 1900 году поступает в парижскую Академию Жюлиана, обращается к теме пейзажа.
В 1908 году проходит его первая выставка, затем выставляется в известных парижских салонах — Независимых, Тюильри и Осеннем. В 1912 году проходит совместная выставка с Давидом Осиповичем Видгофом и Наумом Львовичем Аронсоном.
Картины А. Альтмана имеются в собрании музея Люксембурга, коллекциях государственных учреждений Франции. Всю жизнь он оставался верным импрессионизму.